# Willy Schäfer
Willy Schäfer (Saarbrücken, 6 marzo 1933 – Monaco di Baviera, 6 maggio 2011) è stato un attore tedesco. Schäfer è conosciuto per aver rappresentato Willy Berger nel telefilm L'ispettore Derrick.

## Anni giovanili
Schäfer, figlio di un direttore di banca di Saarbrücken, crebbe come secondogenito di tre fratelli e frequentò le scuole della città natale. L'occupazione da parte della Francia della Saarland nel 1945 permise a Schäfer di imparare a parlare la lingua francese in modo fluente. Nella sua giovinezza giocò anche per la locale squadra di calcio del Saarbrücken.

## Carriera
Pochi anni dopo essersi diplomato, nel 1954 si diresse a Vienna e si iscrisse al Max Reinhardt Seminar, una scuola universitaria di dramma. Durante questo periodo conobbe, tra gli altri, Klaus Löwitsch e Tommy Hörbiger, stringendo con loro un'amicizia duratura.
Dopo numerose apparizioni teatrali e molti ruoli minori, accettò il ruolo dell'ispettore Berger nella serie L'ispettore Derrick. Nell'episodio Delitto sul Transeuropa Express (1977) viene chiamato "Franz Berger", ma nel corso dell'episodio Fritz Wepper si rivolge a lui chiamandolo sempre con il suo vero nome, Willy. E così sarà per il resto della serie.
Per quanto il ruolo di Berger sia conosciuto soprattutto tra i fan più irriducibili de L'ispettore Derrick, Willy Schäfer si dedicò a questo quasi esclusivamente, limitando le apparizioni in altri telefilm a comparsate.
Come molti altri attori si dedicò anche al doppiaggio, anche in alcune grandi produzioni. In particolare si coordinò ed effettuò il doppiaggio in tedesco del film L'esorcista e di U-Boot 96.

## Vita privata
Willy Schäfer era sposato ed aveva un figlio, e viveva a Monaco, dove si era trasferito nel 1960 per poi rimanervi a seguito del suo ruolo in L'ispettore Derrick.

## Doppiatori italiani
Nelle versioni in italiano delle opere in cui ha recitato, Willy Schäfer è stato doppiato da:
- Giampaolo Saccarola in L'ispettore Derrick (1ª voce)
- Silvio Anselmo in L'ispettore Derrick (2ª voce)
- Massimo Gentile in L'ispettore Derrick (3ª voce)
- Massimo Milazzo in L'ispettore Derrick (4ª voce)